# Nuevo Teatro Arbolé
El Nuevo Teatro Arbolé és una sala amb programació regular de teatre de titelles situada al Parque Metropolitano del Agua, dins del recinte firal de Saragossa (Aragó). La companyia de teatre de titelles Arbolé, que gestiona el teatre, té en el seu haver 45 produccions i més de 7.500 representacions a diversos indrets del planeta.